# Wiliam V. Roth mlajši
Wiliam V. Roth mlajši, ameriški pravnik in politik, * 22. julij 1921, † 13. december 2003.
Med letoma 1971 in 2001 je bil senator ZDA in ter med letoma 1967 in 1970 je bil kongresnik ZDA iz Delawara.

## Odlikovanja in nagrade
Leta 2002 je prejel srebrni častni znak svobode Republike Slovenije z naslednjo utemeljitvijo: »za dobra dela naklonjenosti Sloveniji«.